# Whole Lotta Shakin’ Going On
„Whole Lotta Shakin’ Going On” – amerykańska piosenka napisana przez Dave’a Williamsa i Jamesa Faye Halla. Po raz pierwszy wykonana przez Big Maybelle, ale znana głównie z interpretacji Jerry`ego Lee Lewisa.

## Tło historyczne utworu
21 marca 1955 r. Big Maybelle nagrała piosenkę dla Okeh Records. Natomiast 2 lata później początkujący wówczas Jerry Lee Lewis nagrał ten utwór dla Sun Records. Wersja Lewisa jest charakterystyczna dla wczesnego rock and rolla, rockabilly - energetyczna z pianinowym solo, które stało się znakiem rozpoznawczym muzyka. Piosenka zajęła 1 miejsce na liśce Hot 100 i na liście hitów country.